# Cophura trunca
Cophura trunca är en tvåvingeart som först beskrevs av Daniel William Coquillett 1893.  Cophura trunca ingår i släktet Cophura och familjen rovflugor.
Artens utbredningsområde är Kalifornien. Inga underarter finns listade i Catalogue of Life.